# Worstelen op de Olympische Zomerspelen 2008 (kwalificatie)
Deze pagina beschrijft de kwalificatie voor het worsteltoernooi op de Olympische Zomerspelen 2008.

## Onderdelen
De 18 gouden medailles worden verdeeld over de volgende onderdelen:

### Mannen vrije stijl
- 00-55 kg
- 55-60 kg
- 60-66 kg
- 66-74 kg
- 74-84 kg
- 84-96 kg
- 96-120 kg

### Mannen Grieks-Romeinse stijl
- 00-55 kg
- 55-60 kg
- 60-66 kg
- 66-74 kg
- 74-84 kg
- 84-96 kg
- 96-120 kg

### Vrouwen vrije stijl
- 00-48 kg
- 48-55 kg
- 55-63 kg
- 63-72 kg

## Kwalificatie
Elk land mag één worstelaar uitzenden. Op verschillende toernooien kunnen worstelaars voor hun land startbewijzen winnen. De landen wijzen deze startplaatsen vervolgens toe aan een bepaalde worstelaar.
Voor elk onderdeel wordt de volgende verdeling gehanteerd:
| Evenement                                             | Datum                  | Locatie   | Mannen Grieks-Romeins                                                                              | Mannen vrije stijl                                                                                 | Vrouwen vrije stijl                                                                                |
| ----------------------------------------------------- | ---------------------- | --------- | -------------------------------------------------------------------------------------------------- | -------------------------------------------------------------------------------------------------- | -------------------------------------------------------------------------------------------------- |
| WK 2007                                               | Sept. 17-23, 2007      | Baku      | Top 8                                                                                              | Top 8                                                                                              | Top 8                                                                                              |
| Afrikaanse kampioenschappen 2008                      | Mrt. 6-9, 2008         | Tunis     | Nummer 1                                                                                           | Nummer 1                                                                                           | Nummer 1                                                                                           |
| Aziatische kampioenschappen 2008                      | Mrt. 18-23, 2008       | Korea     | Nummer 1                                                                                           | Nummer 1                                                                                           | Nummer 1                                                                                           |
| EK 2008                                               | Apr. 1-6, 2008         | Tampere   | Nummer 1                                                                                           | Nummer 1                                                                                           | Nummer 1                                                                                           |
| Pan-Amerikaanse kampioenschappen 2008                 | Feb. 26 - Mrt. 2, 2008 | TBD       | Nummer 1                                                                                           | Nummer 1                                                                                           | Nummer 1                                                                                           |
| Kampioenschappen van Oceanië 2008                     | Feb. 8-10, 2008        | Canberra  | 7 plaatsen over alle onderdelen (mannen en vrouwen) worden door een speciale commissie aangewezen. | 7 plaatsen over alle onderdelen (mannen en vrouwen) worden door een speciale commissie aangewezen. | 7 plaatsen over alle onderdelen (mannen en vrouwen) worden door een speciale commissie aangewezen. |
| 1e Grieks-Romeins olympisch kwalificatietoernooi      | Mei 10-11, 2008        | Tunis     | Top 4                                                                                              | | |
| 2e Grieks-Romeins olympisch kwalificatietoernooi      | Mei 24-25, 2008        | Novi Sad  | Top 3                                                                                              | | |
| 1e vrije stijl olympisch kwalificatietoernooi         | Apr. 19-20, 2008       | Martigny  | | Top 4                                                                                              | |
| 2e vrije stijl olympisch kwalificatietoernooi         | Mei 3-4, 2008          | Warschau  | | Top 3                                                                                              | |
| 1e vrouwen vrije stijl olympisch kwalificatietoernooi | Mei 17-18, 2008        | Edmonton  | | | Top 2                                                                                              |
| 2e vrouwen vrije stijl Olympisch kwalificatietoernooi | Mei 31 - June 1, 2008  | Haparanda | | | Top 2                                                                                              |
| Laatste kwalificatieplaatsen                          | TBD                    | TBD       | 7 wildcards, indien China nog niet gekwalificeerd is.                                              | 7 wildcards, indien China nog niet gekwalificeerd is.                                              | 7 wildcards, indien China nog niet gekwalificeerd is.                                              |

Atletiek · 
Badminton · 
Basketbal · 
Boksen · 
Boogschieten · 
Gewichtheffen ·
Gymnastiek · 
Handbal · 
Hockey · 
Honkbal · 
Judo · 
Kanovaren · 
Moderne vijfkamp · 
Paardensport · 
Roeien ·
Schermen · 
Schietsport ·
Schoonspringen ·
Softbal ·
Synchroonzwemmen ·
Taekwondo ·
Tafeltennis ·
Tennis ·
Triatlon ·
Voetbal · 
Volleybal ·
Waterpolo ·
Wielersport · 
Worstelen ·
Zeilen ·
Zwemmen